# Уго Энрике
Уго Энрике Ассис ду Насименту (порт.-браз. Hugo Henrique Assis do Nascimento; род. 27 октября 1980, Рио-де-Жанейро), более известный как просто Уго Энрике (порт.-браз. Hugo Henrique) — бразильский футболист, атакующий полузащитник.

## Биография
Воспитанник «Кампу-Гранди» и «Флуминенсе», Уго начал взрослую карьеру в «Витории» из Салвадора. Затем сменил несколько клубов, успев поиграть как на родине, так и в чемпионатах Японии, Мексики и Португалии. Чемпион Бразилии 2005 года в составе клуба «Коринтианс». В 2006 году Уго провёл сильный сезон в «Гремио», и его хорошая игра обратила на себя внимание ставшего в том году чемпионом страны «Сан-Паулу». Уго перешёл в стан «трёхцветных», в составе которых стал двукратным чемпионом Бразилии. Сезон 2007 года был омрачён 120-дневной дисквалификацией во второй половине Бразилейрао за то, что Уго во время матча против «Параны» (выигранного со счётом 6:0) плюнул в защитника соперников Даниэла Маркеса. В начале 2008 года Уго был близок к возвращению в Порту-Алегри, поскольку его жена не очень уютно чувствовала себя в огромном Сан-Паулу. Личный разговор с тренером Муриси Рамальо склонил Уго к решению остаться в команде, и по итогам года «Сан-Паулу» в третий раз подряд стал чемпионом страны.
В 2010 году Уго всё же вернулся в «Гремио». 23 августа того же года было объявлено о неожиданном переходе Уго в клуб «Аль-Вахда» из Объединённых Арабских Эмиратов.

## Достижения
- Чемпион Бразилии (3): 2005, 2007, 2008
- Кубок Императора Японии (1): 2004